# Arturo Rivera Damas
Arturo Rivera Damas SDB (ur. 30 września 1923 w San Esteban Catarina, zm. 26 listopada 1994) – salwadorski duchowny katolicki, biskup pomocniczy San Salvador 1960-1977, biskup diecezjalny Santiago de María 1977-1983 i arcybiskup metropolita San Salvadoru 1983-1994.

## Życiorys
Święcenia kapłańskie otrzymał 19 września 1953.
30 lipca 1960 papież Jan XXIII mianował go biskupem pomocniczym San Salvador, ze stolicą tytularną Legia. 23 października 1960 z rąk arcybiskupa Luisa Cháveza Gonzáleza przyjął sakrę biskupią. 19 września 1977 papież Paweł VI mianował go biskupem diecezjalnym Santiago de María. 28 lutego 1983 papież Jan Paweł II powierzył mu obowiązki arcybiskupa metropolity San Salvadoru. Funkcję sprawował aż do swojej śmierci.
Zmarł 26 listopada 1994. 